# Саша Калле
Саша Калле (Spanish: [ˈsaʃa ˈkaʝe]; нар.. 7 серпня 1995 року) — американська акторка, відома роллю Лоли Розалес у мильній опері CBS «Молоді та зухвалі», яка принесла їй номінацію на денну премію «Еммі». Також зіграла Супердівчину у фільмі Розширеного всесвіту DC «Флеш», який став її повнометражному дебютом.

## Походження та навчання
Саша Калле народилася 1995 року в Бостоні, штат Массачусетс (США). Має колумбійське походження. У неї є молодший брат. Разом з матір'ю переїхала до Колумбії, коли їй було десять років, а через два роки повернулися до США. Саша закінчила Американську музичну та драматичну академію, де отримала освітній ступінь бакалавра образотворчих мистецтв.

## Кар'єра
У вересні 2018 року Калле приєдналася до акторського складу мильної опери «Молоді та невгамовні» в ролі шеф-кухаря Лоли Розалес. У 2020 році за свою гру отримала номінацію на премію «Денна Еммі» як найкраща молодша виконавиця в драматичному серіалі.
У лютому 2021 року Калле отримала свою першу роль у повнометражному фільмі — вона зобразила Супердівчину у фільмі «Флеш» Розширеного всесвіті DC, який вийшов в український прокат 15 червня 2023 року. Саша Калле перша латиноамериканська акторка, яка зіграла цю роль.
У 2024 році зіграла головну роль у фільмі «Влітку», та другорядну — у драмі «На прудких конях».

## Фільмографія

### Фільм
| Рік  | Назва            | Роль                       | Примітки             | Пос.   |
| ---- | ---------------- | -------------------------- | -------------------- | ------ |
| 2023 | Флеш             | Кара Зор-Ел / Супердівчина | повнометражний дебют | [ 12 ] |
| 2024 | Влітку           | Єва                        |                      | [ 16 ] |
| 2024 | На прудких конях | Сандра                     |                      | [ 15 ] |
| 2026 | The RIP          |                            |                      |        |

### Телесеріали
| Рік       | Назва                | Роль         | Примітки                   | Пос.   |
| --------- | -------------------- | ------------ | -------------------------- | ------ |
| 2017      | Соціально незграбний | Вірджинія    | міні-серіал                | [ 10 ] |
| 2018–2021 | Молоді та зухвалі    | Лола Розалес | Головна роль; 276 епізодів | [ 4 ]  |

## Нагороди та відзнаки
| Рік  | Номінована робота | Нагорода          | Категорія                                           | Результат | Пос.   |
| ---- | ----------------- | ----------------- | --------------------------------------------------- | --------- | ------ |
| 2020 | Молоді та зухвалі | Денна премія Еммі | Найкращий молодий виконавець у драматичному серіалі | Номінація | [ 11 ] |